# Вавилов, Павел Иванович
Па́вел Ива́нович Вави́лов (3 августа 1909 года — 18 января 1966 года) — советский работник морского транспорта, матрос арктического флота. Герой Социалистического Труда, почётный полярник.

## Биография
Павел Вавилов родился 3 августа 1909 года в деревне Павлигино (ныне — Первомайский район, Ярославская область)). Получил начальное образование в деревенской школе. После её окончания работал грузчиком в Кинешме (Ивановская область), а затем в 1927 году (по другим данным — несколько позднее) перебрался в Ленинград, где устроился матросом и работал на судах Ленинградского речного пароходства.
В 1934 году перевёлся в Главное управление Северного морского пути. Работал кочегаром, затем машинистом. Принимал участие в Советско-финской войне 1939—1940 годов. На начало Великой Отечественной войны Павел Иванович проходил службу на ледокольном пароходе «Александр Сибиряков».

### Гибель «Александра Сибирякова»
24 августа 1942 года «Александр Сибиряков» вышел из Диксона, выполняя рейс с оборудованием и персоналом для новой полярной станции на Северной Земле. На следующий день у острова Белуха в Карском море советский ледокол встретил немецкий тяжёлый крейсер «Адмирал Шеер». Между кораблями завязался бой, «Сибиряков» был потоплен, а выжившая часть экипажа была взята неприятелем в плен. Кочегар Павел Вавилов оказался единственным выжившим, которому удалось избежать плена.
Сначала Вавилов с другими членами экипажа попытался спастись в шлюпке, но та оказалась сильно повреждена в ходе обстрела. Спастись на бревне не получилось, так как сильное течение не позволяло отгрести от корабля. После того, как корабль ушёл под воду, большинство моряков оказались затянутыми в образовавшуюся воронку, однако Павлу Вавилову повезло ухватиться за деревянные остатки судна и остаться на поверхности. Из последних сил он смог выбраться на проплывавшую рядом шлюпку, с которой немецкий катер перед тем забрал уцелевших моряков. В шлюпке Павел Иванович, переодевшись в сухую одежду лежавшего в ней мёртвого товарища, смог добраться до необитаемого острова Белуха.

### На острове Белуха
На счастье спасшегося чудом Вавилова, в шлюпке оказались продукты питания — банка с галетами и бочонок с пресной водой, а также необходимые для выживания вещи — запас спичек, два топора, заряженный наган с запасными патронами. Ещё моряку посчастливилось выловить из воды спальный мешок, мешок тёплой одежды и мешок отрубей. Кроме продуктов и вещей Павел Иванович вытащил из ледяной воды сильно обгоревшую собаку, однако та, неспособная есть, быстро умерла. На Белухе Вавилов обнаружил деревянный маяк. Опасаясь белых медведей, которых он увидел в первый же день пребывания на острове, моряк ночевал на верхней площадке башни маяка.
На полярном скалистом островке Павел Иванович Вавилов провёл по разным данным от 34 до 37 дней. Проходящие мимо пароходы не замечали моряка, в надежде размахивающего фуфайкой на берегу. Однако, когда продукты почти закончились и надвигались морозы, его заметили с проплывающего мимо парохода «Сакко» и прислали за моряком гидросамолёт. Из-за сильных волн самолёт долгое время не мог сесть, но ему сбрасывали посылки с продуктами и папиросами. На четвёртый день после обнаружения Вавилова самолёт, управляемый полярным лётчиком И. И. Черевичным, смог сесть на море и подобрать Павла Ивановича.

### После войны
После окончания Великой Отечественной войны Павел Иванович Вавилов остался верен своему прежнему занятию, продолжив работу на судах Арктического флота — ледокольном пароходе «Георгий Седов», ледоколах «Ленин» и «Капитан Мелехов». Умер Павел Вавилов 18 января 1966 года в Архангельске в возрасте 56 лет. Похоронен в Архангельске на Кузнечевском (Вологодском) кладбище.

### Семья
Отец: Иван Матвеевич
Мать: Пелагея Петровна
Жена: Анна Степановна Вавилова
Дети: Евгения, Ольга

## Награды
18 ноября 1960 года «за самоотверженный труд» Павлу Ивановичу Вавилову было присвоено почётное звание Героя Социалистического Труда. Кроме того, среди наград Вавилова — орден Ленина, медаль Нахимова, медаль «За трудовую доблесть» и звание почётного полярника.
В честь отважного моряка назван пароход Мурманского морского пароходства (в 1981 году) и остров в Карском море в составе Северо-Восточных островов (назван диксонскими гидрографами в 1962 году).